# Rudolf Hundstorfer

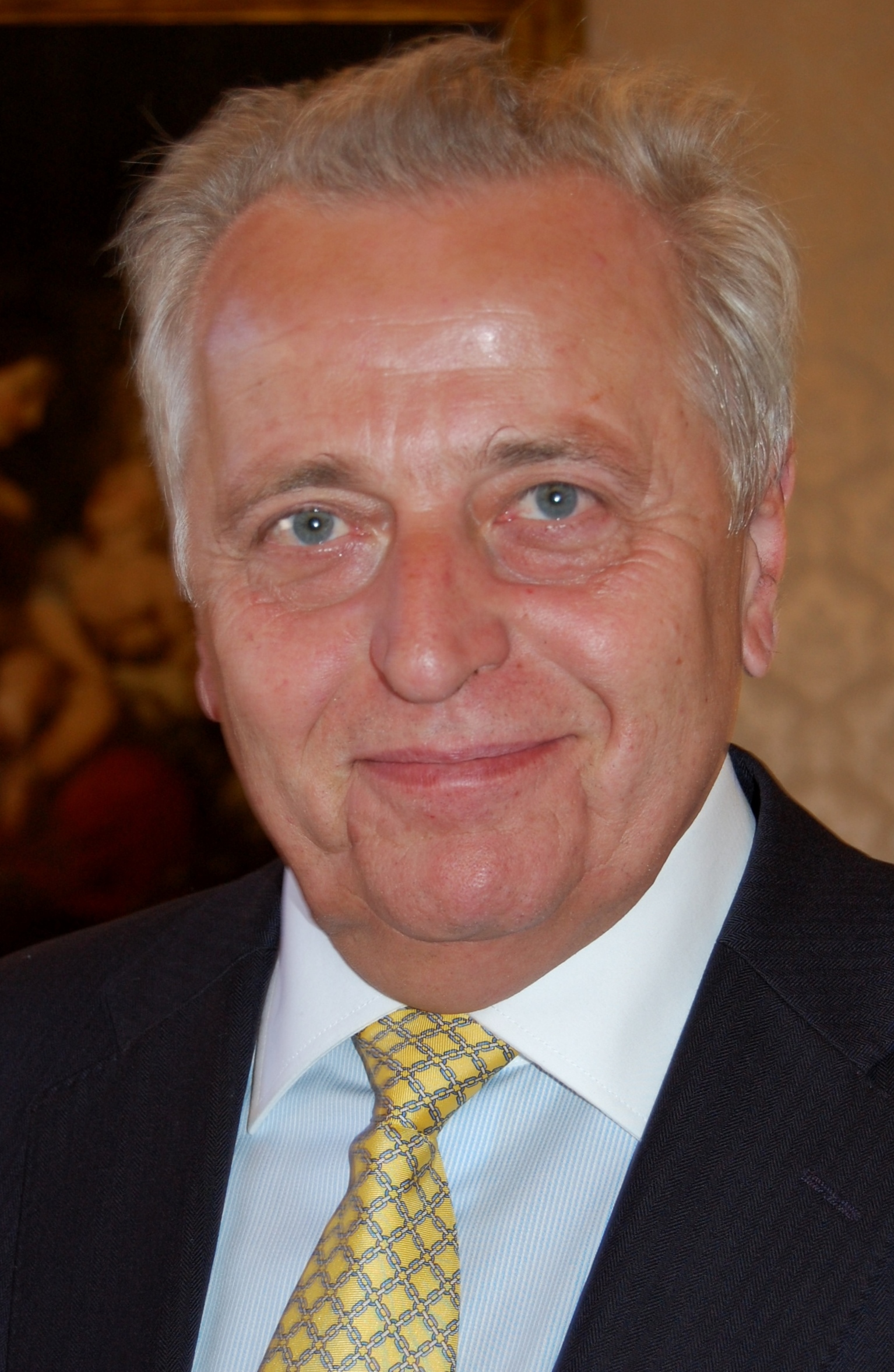
Rudolf Hundstorfer (2013)

Rudolf „Rudi“ Hundstorfer (* 19. September 1951 in Wien; † 20. August 2019 auf Brač, Kroatien) war ein österreichischer Politiker (SPÖ), ÖGB-Gewerkschaftsfunktionär und von 2006 bis 2008 Präsident des ÖGB. Hundstorfer war von Dezember 2008 bis Jänner 2016 Bundesminister für Arbeit, Soziales und Konsumentenschutz. Am 4. November 2016 wurde er zum Präsidenten der Österreichischen Bundessportorganisation (BSO) gewählt.
Er trat zur Bundespräsidentenwahl 2016 an, scheiterte allerdings bereits im ersten Wahlgang.

## Leben
Hundstorfer war seit 1966, nach dem Abschluss der Hauptschule, beim Magistrat der Stadt Wien beschäftigt, wo er auch den Beruf eines Bürokaufmannes erlernte. Seit den frühen 1970er Jahren engagierte er sich in der Gewerkschaft der Gemeindebediensteten (GdG), deren Vorsitzender er ab Mai 2003 war.
Ab 1990 war er zudem Mitglied des Wiener Gemeinderates und Landtages, ab 1995 auch Vorsitzender des Gemeinderates. Nachdem Hundstorfer zum Präsidenten des ÖGB gewählt worden war, schied er am 25. Jänner 2007 aus dem Wiener Landtag und Gemeinderat aus.
Im Oktober 2003 wurde Hundstorfer Vizepräsident des ÖGB. Am 27. März 2006 übernahm er nach dem Rücktritt von Fritz Verzetnitsch im Zuge der Affäre um die BAWAG interimistisch die ÖGB-Präsidentschaft. Nachdem der Bundeskongress des ÖGB, der im Juni 2006 stattfinden sollte, auf 2007 verschoben wurde, wurde Hundstorfer ÖGB-Präsident über Juni hinaus. Nachdem er zum Bundesminister für Soziales und Konsumentenschutz in der Regierung Faymann I designiert worden war, legte er das Amt des ÖGB-Präsidenten zurück. Am 1. Dezember 2008 wurde Erich Foglar vom ÖGB-Vorstand zu seinem designierten Nachfolger gewählt.
Am 8. September 2005 unterschrieb er eigenhändig als Vertreter aller drei BAWAG-Aktionäre (Gewerkschafts-Stiftung, Vermögensverwaltung und ÖGB), dass Verbindlichkeiten in Höhe von 1,53 Milliarden Euro der BAWAG dem ÖGB übertragen werden. Hundstorfer verschwieg dies bis Juni 2006 und rechtfertigte sich dann, als er von Medien mit seinem Handeln konfrontiert wurde, mit den Worten: „Ich wurde sehr kurzfristig in Vertretung des damaligen ÖGB-Präsidenten Verzetnitsch hingeschickt. Es wurde mir keine Eröffnungsbilanz vorgelegt, es waren aber alle Wirtschaftsprüfer, der BAWAG-Vorstand und der Aufsichtsratspräsident dort, wodurch ich keinen Grund sah, an der Richtigkeit der Beschlüsse und Vorgehensweise zu zweifeln.“ Hundstorfer sagte dazu aus: „Ich kann nicht alles lesen, was mir zum Unterschreiben vorgelegt wurde.“

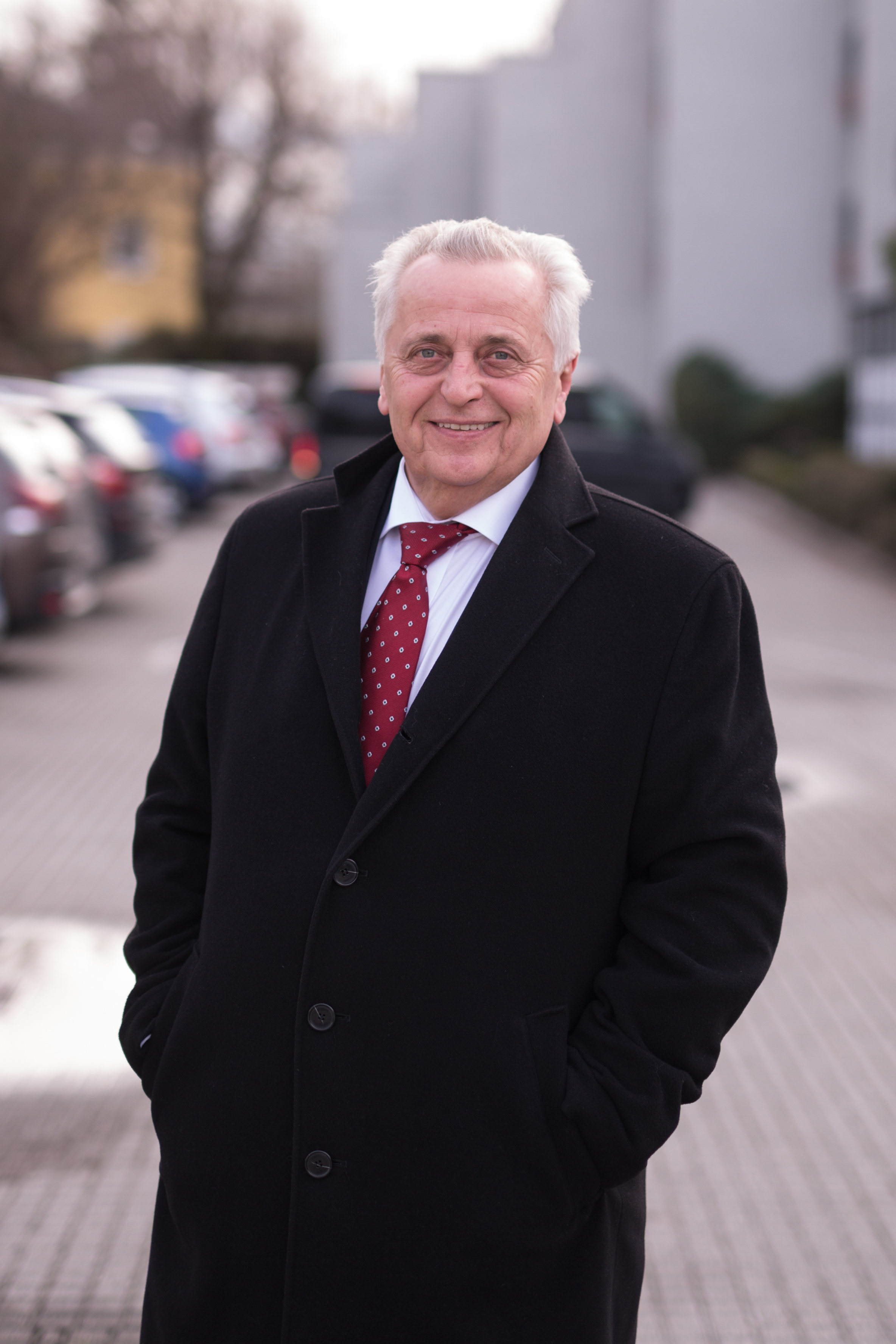
Rudolf Hundstorfer (2016)

Am 15. Jänner 2016 wurde sein Antreten bei der Bundespräsidentenwahl 2016 bekanntgegeben. Bei der Wahl am 24. April erreichte er als Kandidat der stärksten im Parlament vertretenen Partei nur 11,28 %, somit den vierten Platz, und konnte zur Stichwahl nicht mehr antreten.
Am 16. Mai 2018 gab die Volkshilfe in Wien bekannt, dass Hundstorfer zum neuen Vorsitzenden der Wiener Teilorganisation der Wohlfahrtshilfe gewählt wurde.
Am 20. August 2019 starb er im Alter von 67 Jahren auf der kroatischen Insel Brač an einem Herzinfarkt.
Er wurde am 3. September 2019 in einem Ehrengrab der Stadt Wien auf dem Wiener Zentralfriedhof (Gruppe 14C Nummer 50) beigesetzt. Im November 2019 wurde Hans Niessl zu seinem Nachfolger als Präsident der Österreichischen Bundes-Sportorganisation (BSO) gewählt. Seine Agenden als Präsident der Volkshilfe Wien übernahm interimistisch Karl Lacina, im August 2020 wurde Michael Häupl als Nachfolger designiert.

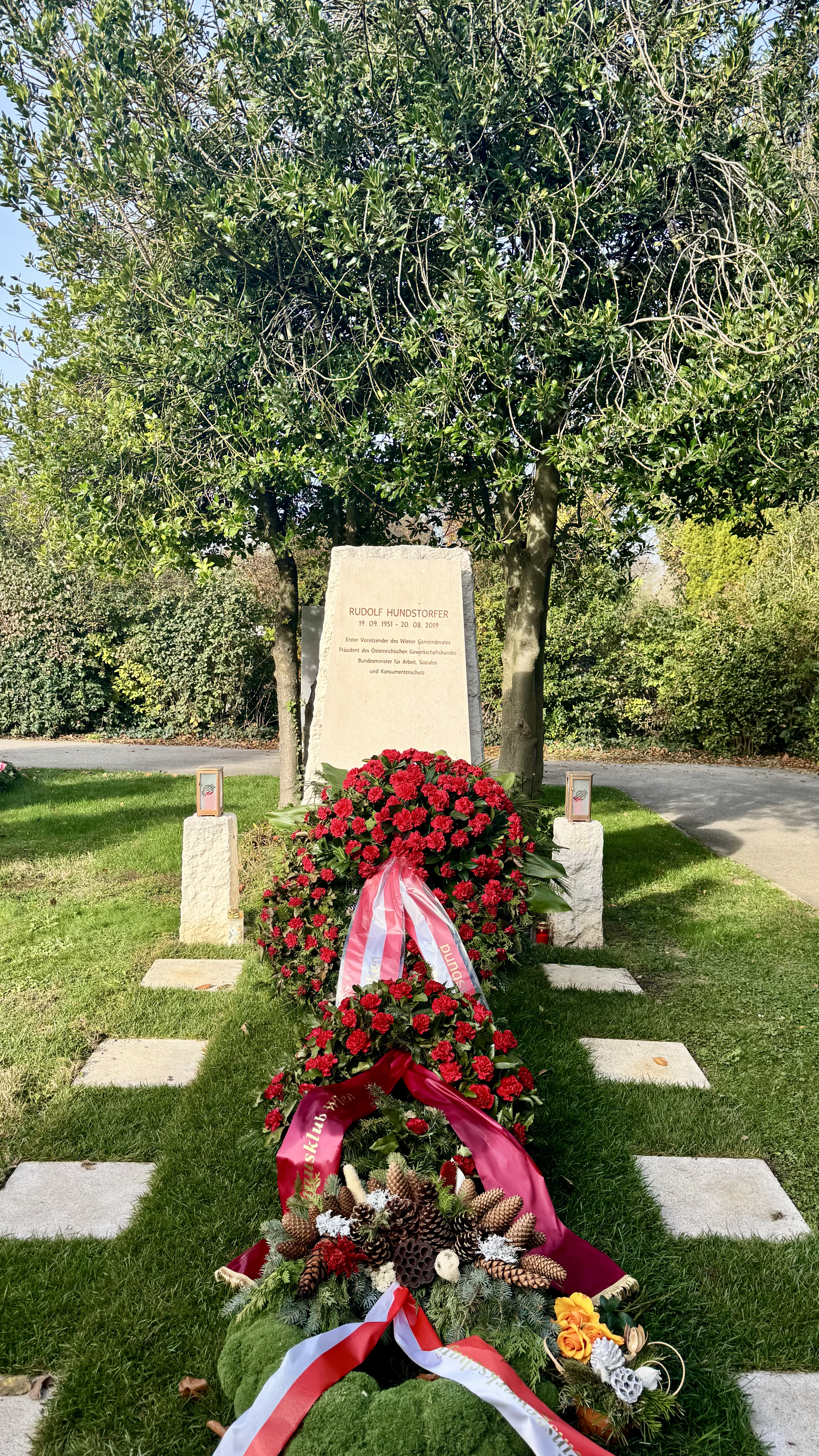
Ehrengrab von Rudolf Hundstorfer

## Privates
Hundstorfer war in dritter Ehe verheiratet. Er hinterlässt eine Tochter sowie zwei Stiefkinder, darunter seinen Stiefsohn Claudio Risser.

## Kritik
Im Jahr 2015 wurde Hundstorfer der Negativpreis Big Brother Award in der Kategorie Lifetime Award verliehen, stellvertretend für Nominierungen der vergangenen Jahre im Sozialbereich, etwa für Zugriffe durch das Arbeitsmarktservice auf Informationen zur Staatsbürgerschaft seiner Kunden.

## Ehrungen und Auszeichnungen
- 2012 erhielt er das Große Goldene Ehrenzeichen am Bande für Verdienste um die Republik Österreich durch Bundespräsident Heinz Fischer[17][18]
- 2015: Big Brother Award, in der Kategorie Lifetime Award[19]